# Ernst Zyhlarz
Ernst Zyhlarz (* 27. August 1890 in Prag; † 12. Juli 1964 in Hamburg) war ein österreichischer Afrikanist, der von 1931 bis 1945 an der Universität Hamburg lehrte.

## Leben
Bereits der Schüler interessierte sich für die arabische und hebräische Sprache. Zyhlarz trat 1910 insgeheim zum jüdischen Glauben über. Seinen Militärdienst leistete er in Galizien und lernte Jiddisch. Kurz vor dem Abschluss in Jura an der Universität Wien wurde er 1914 bis 1918 zum Krieg eingezogen und war wiederum in Galizien tätig. 1918/19 wechselte er zum Studium der Ägyptologie bei Hermann Junker. Er erlernte dort hamitische Sprachen. 1921 erfolgte die Promotion und 1930 die Habilitation. Als Privatdozent lehrte er ab 1931 in Wien und wechselte im gleichen Jahr nach Hamburg zu Carl Meinhof. 1933 unterzeichnete er das Bekenntnis der Professoren an den deutschen Universitäten und Hochschulen zu Adolf Hitler. Zum 1. Mai 1933 trat er der NSDAP bei. 1939 heiratete er eine Frau russisch-baltischer Herkunft.
Zyhlarz ging von der Existenz eines hamitischen Sprachstammes aus und versuchte, Ägyptologie und Afrikanistik zusammenzuführen. Diese so genannte Hamitentheorie erwies sich als wissenschaftliche Sackgasse. Seine Vorlesungen trugen Titel wie „Rassenartung und Sprache“, „Rassenprobleme in der ägyptischen Sprache“ oder „Arische Eroberungspolitik im ägyptischen Orient“.
1945 wurde Zyhlarz von der britischen Militärverwaltung aus dem Universitätsdienst entlassen. Ein Widerspruchsverfahren blieb erfolglos. Er erreichte nur eine Pension ab 1955. Er sah dahinter ein Intrige ehemaliger regimetreuer Professoren gegen ihn und nannte Wilhelm Gundert, Adolf Rein, Hans Peter Ipsen u. a. Wegen gesundheitlicher, auch psychischer Probleme konnte er nicht mehr intensiv arbeiten.

## Schriften
- Grundzüge der nubischen Grammatik im christlichen Frühmittelalter (altnubisch). Grammatik, Texte, Kommentar und Glossar. Leipzig 1929–1930 (Nachdruck: 1966)
- Zur Stellung des Darfur-Nubischen. Wien 1928